# Животноводство в Казахстане
Животноводство в Казахстане — отрасль сельского хозяйства в Казахстане, занимает важную роль в экономике страны. Животноводство исторически занимало важнейшую сторону жизни кочевого народа, являлось основой быта казахов, удовлетворяло потребность кочевника в пище (мясо, молоко и молочные продукты), одежде (кожа, шерсть), жилище (кошма для юрт, войлок и др.).

## История
Развитию пастбищного животноводства способствовало наличие обширных пастбищных угодий (в конце XIX века под естественными пастбищами было занято 182 млн га земель). Разводили в основном овец, верблюдов, крупный рогатый скот, а также занимались коневодством. По данным экспедиции по выявлению численности поголовья скота, проведённой в начале XIX века в Центральном Казахстане, в структуре поголовья стада резко преобладала доля овец (см. табл. 1). К началу XX века увеличилась доля крупного рогатого скота и лошадей. С появлением переселенцев из России и Украины в XIX—XX веках возникла отрасль свиноводства.
| Годы | Состав стада, % | Состав стада, % | Состав стада, %      | Состав стада, % | Состав стада, % |
| Годы | овцы            | лошади          | крупный рогатый скот | верблюды        | другие виды     |
| ---- | --------------- | --------------- | -------------------- | --------------- | --------------- |
| 1820 | 88,5            | 3,3             | 0,7                  | 7,0             | 0,5             |
| 1865 | 85,6            | 6,8             | 1,7                  | 5,8             | 0,1             |
| 1899 | 54,3            | 22,4            | 17,3                 | 5,9             | 0,1             |
| 1916 | 51,7            | 16,9            | 22,8                 | 3,4             | 0,5             |

На различия в видовом составе стада в разных районах Казахстана влияли климатические условия, наличие водных ресурсов, особенности почвенно-растительного покрова. Так, в пустынных и полупустынных районах главной отраслью животноводства было овцеводство и верблюдоводство; в районах, богатых пастбищами, разводили крупный рогатый скот. В 1916 году поголовье скота составляло (в млн. гол.): овец и коз — 18,4; лошадей — 4,3; верблюдов — 733 тыс. гол.; крупного рогатого скота — 5 млн гол. Во время гражданской войны (1918—1921) поголовье скота по сравнению с 1916 годом уменьшилось в 3 раза. С 1923 по 1929 год численность поголовья скота восстановилась до уровня 1916 года. В период коллективизации сельского хозяйства (1930—1933) поголовье скота уменьшилось более чем в 10 раз.
После окончания Второй мировой войны поголовье скота постепенно увеличивалось. Во второй половине 1950-х годов структура поголовья стада изменилась в сторону увеличения доли скотоводства и свиноводства, то есть тех отраслей животноводства, которые в качестве кормовой базы имели корма, выращенные на пашне. Создавались крупные специализированные племенные и откормочные хозяйства. В научно-исследовательских институтах, племенных хозяйствах велась работа по выведению высокопродуктивных пород скота. В результате проведённых мероприятий увеличилось поголовье стада, повысилась их продуктивность.
В 1990-е годы, сопровождавшиеся социально-экономическим кризисом, поголовье скота (см. табл. 2) и, следовательно, объемы производства животноводческой продукции значительно снизились. В 1990—2000 годы поголовье крупного рогатого скота уменьшилось в 2,4, овец в 3,7, лошадей в 1,7, верблюдов в 1,5 раз; производство мяса на душу населения снизилось с 75 до 40 кг, молока и молочных продуктов с 311 до 208 кг. Начиная с 2000 года, в сельском хозяйстве наметились позитивные тенденции. Главными итогами начальных этапов реформ в сельском хозяйстве явились: ликвидация государственной монополии на землю, реформирование колхозов, разгосударствление и приватизация государственных сельскохозяйственных предприятий, создание новых форм хозяйствования. В 2004 году поголовье скота по сравнению с 1999—2000 увеличилось: крупного рогатого скота на 24—22,7 %, в том числе коров на 16—15,4 %, овец на 16 %, лошадей на 5,4—7,2 %, верблюдов на 18—17,6 %. В середине 2000-х годов основная часть производителей сельскохозяйственной продукции была представлена частными хозяйствами: крестьянскими (фермерскими) хозяйствами, личными подсобными хозяйствами населения и так далее. Так, по данным Агентства Республики Казахстан по статистике на 2002 год, на долю личных хозяйств приходится более 80 % всего поголовья крупного рогатого скота, более 80 % овец и коз, почти 90 % свиней, половина птицы; около 90 % всего производимого в стране мяса и молока, около 80 % шерсти, более 40 % яиц.
| Годы | Крупный рогатый скот | В т.ч. коровы | Овцы и козы | Лошади | Верблюды |
| ---- | -------------------- | ------------- | ----------- | ------ | -------- |
| 1990 | 9819                 | 4418,73       | 36222,7     | 1618,8 | 142,5    |
| 1995 | 8072,9               | 3396,7        | 25132,1     | 1636,0 | 141,2    |
| 1996 | 6859,9               | 3045,0        | 19583,9     | 1556,9 | 130,5    |
| 1997 | 5424,6               | 2546,6        | 13679,0     | 1310,0 | 111,2    |
| 1998 | 4307,1               | 2109,6        | 10384,3     | 1082,7 | 97,1     |
| 1999 | 3957,9               | 1952,8        | 9556,4      | 986,3  | 95,8     |
| 2000 | 3998,2               | 1962,3        | 9656,7      | 969,6  | 96,1     |
| 2001 | 4106,6               | 2014,7        | 9981,1      | 976,0  | 96,1     |
| 2002 | 4293,5               | 2077,2        | 10478,6     | 989,5  | 103,8    |

На 1 января 2020 года Комстат зафиксировал в республике 19 млн овец и коз. Правда, в течение года численность мелкого рогатого скота значительно варьирует. В пик животноводческого сезона — в июне, — и в 2019 году, и годом ранее она превышала 25 млн голов.
С 2012 года численность голов КРС и мелкого рогатого скота растет. В частности, численность крупного рогатого скота в республике в 2019 году выросла на 4% до 7,4 млн голов. В 2012 году этот показатель составлял 5,7 млн голов — то есть за 8 лет прирост составил 30%. Численность коз и овец в стране за это время выросла на 8,5%, а в 2019 году — на 1%.